# محمد محسن (ملحن)
محمد محسن (1922-2011) هو ملحن سوري.

## حياته
ولد في حي قصر حجاج في دمشق، واسمه محمد أحمد الناشف، بدأ حياته مطرباً في إذاعة دمشق عند افتتاحها عام 1947، لكنه اتجه للتلحين بعد ذلك. لحن لنفسه 29 أغنية.
توفي في 13 فبراير 2007.

## ألحانه
لحن لفيروز عدة أغنيات منها، «سيد الهوى قمري» عام 1971، و«جاءت معذبتي»، و«ولي فواد»، و«أحب من الأسماء ما شابه اسمها»، و«لو تعلمين» عام 1996.
يُقال أنه أول من لحن لفايزة أحمد في بداياتها. لحن لها عدة ألحان منها «يا رب صلي»، و«ليش دخلك»، و«درب الهوى». و«ما في حدا يا ليل»، «شفتك يا سمارة».
كما قيل أيضاً أنه أول من لحن لوردة الجزائرية عندما قدومها من باريس إلى بيروت، وقد لحن لها «دق الحبيب دقة». كما لحن لها عدداً آخر من الأغنيات، منها: «على باب حارتنا يما»، و«يا أغلى الحبايب»، و«روح يا هوى».
كما لحن أغانٍٍ لمطربين معروفين، مثل:
لحن لسعاد محمد عدة أغنيات لعل أشهرها «مظلومة يا ناس».
نجاح سلام: «الليلة سهرتنا حلوة الليلة».
نجاة الصغيرة: «العيد»، و«أدري وأنت مش داري».
نازك: عدة أغنيات منها: «يا حلوة تحت التوتة».
محرم فؤاد: «أبحث عن السمراء».
محمد قنديل: «عهد الله»، «بتفكرنا ليه».
عبد الغني السيد: «عمري يا عمري».
صباح: عدة أغنيات منها: «لله لله يا محسنين»، و«رجال أحلى من المال»، و«سلم ع الحبايب».
كما لحن أيضاً لكل من وديع الصافي، ونصري شمس الدين، وسميرة توفيق، وفهد بلان، وطلال مداح، ومحمد عبده، ومحمد رشدي، وشريفة فاضل، وسعاد محمد.

## المصدر
1. 1 2 3 4 5 6  محمد محسن والموسيقى الجاذبة! نسخة محفوظة 14 أغسطس 2019 على موقع واي باك مشين.
2. 1 2 3 4 5  وفاة الملحن السوري محمد محسن أول من لحن لفايزة أحمد نسخة محفوظة 4 مايو 2020 على موقع واي باك مشين.

## وصلة خارجية
- محمد محسن على موقع قاعدة بيانات الأفلام العربية